# Azul (bordspel)
Azul (wat blauw betekent in het Portugees) is een bordspel ontworpen door Michael Kiesling. Het werd uitgebracht door Plan B Games in 2017. Het idee achter het spel is gebaseerd op azulejos, kleurrijke Portugese tegels. 

## Spelverloop

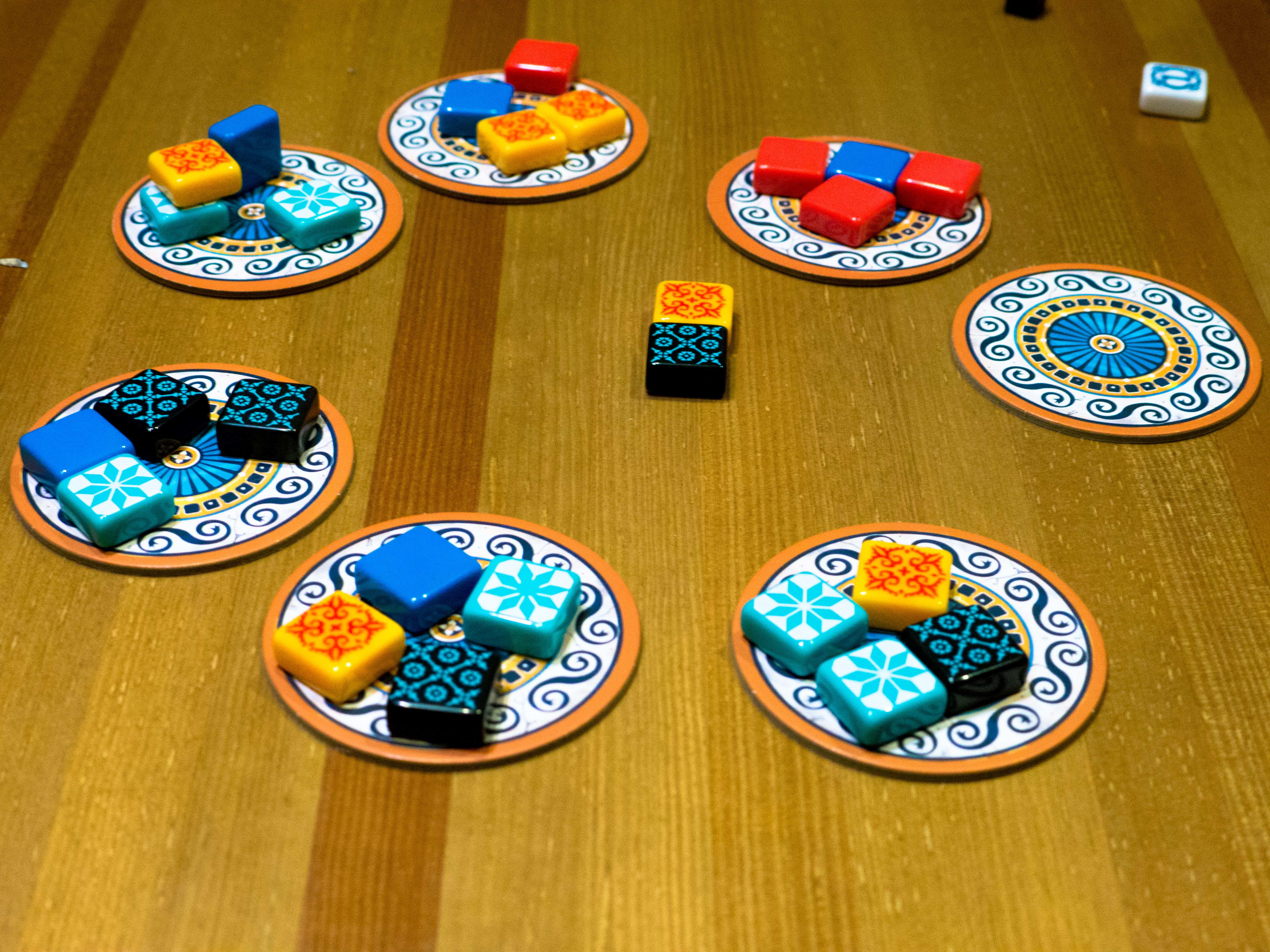
De gekleurde tegels liggen per vier op de fabrieksschijven in het midden van de tafel. Overgebleven tegels worden verplaatst naar het centrum tussen deze schijven.

In het spel verzamelen spelers sets van gelijkgekleurde tegels die ze op hun spelersbord plaatsen. Ze nemen deze tegels van de fabrieksschijven in het midden van de tafel. Hier liggen de tegels per vier op een fabrieksschijf verzameld. Wanneer een speler alle tegels van één kleur van een fabrieksschijf neemt, worden de overgebleven tegels verplaatst naar het centrum tussen de fabrieksschijven. De ronde gaat verder tot alle tegels op de fabrieksschijven en uit het centrum genomen zijn. 
De speler plaatst de genomen tegels in een van de vijf rijen op zijn spelbord. Wanneer een rij volledig gevuld is, wordt een van de tegels naar het vierkant patroon aan de rechterkant van het spelersbord verplaatst, waar hij punten oplevert. Het aantal punten is afhankelijk van het aantal aaneensluitende tegels in de desbetreffende rij en kolom. Na deze puntentelling begint een nieuwe ronde. Dit gaat door tot een speler een volledige horizontale rij van vijf tegels heeft. Hierna worden nog extra punten toegekend voor volledige verticale en horizontale rijen, en voor het volledig verzamelen van één kleur tegel.
De voorzijde van het spelersbord toont het basisspel waarbij de plaats van de kleuren vooraf bepaald is. De achterkant heeft een geavanceerde versie die spelers toelaat zelf te bepalen waar de tegels terechtkomen.